# علوم قرآنی
علوم قرآنی (علوم قرآن) به مجموعه‌ای از دانش‌های مرتبط با قرآن گفته می‌شود که گستره بزرگی از دانش‌هایی همچون تفسیر، تجوید، قرائت، شان نزول آیات قرآن، دانش بلاغت آیات قرآن، تاریخ‌ قرآن و نیز هرمونتیک را دربر می‌گیرد. علوم قرآنی اصطلاحی است دربارهٔ علومی با شناخت قرآن و شئون مختلف آن و هدف آن شناخت همه شئون مربوط به قرآن اعم از تاریخ و تفسیر و صورت و محتوا و نهایتاً استفاده بهتر بردن از قرآن در حوزه علوم شرعی و معارف دینی است. دسته‌ای از این دانش‌ها در سنت اسلامی سابقه دراز دارند، ولی برخی از آن‌ها همچون هرمونتیک مباحث تازه راه یافته به علوم قرآن هستند. همچنین به برخی از این مباحث همچون تاریخ‌ قرآن کمتر پرداخته شده‌است و به تأثیر از پژوهش‌های مستشرقان بیشتر گسترش یافته‌اند. واژگان علوم قرآن که به گستره‌ای از دانش‌های مرتبط با قرآن اشاره دارد، بیشتر در عربی و فارسی به کار گرفته می‌شود و در انگلیسی برابرنهادی ندارد. اگر چه هر یک از دانش‌های موجود در این گستره دارای برابرنهاد انگلیسی هستند.

## تاریخچه علوم قرآنی
کتاب الاتقان فی علوم القرآن نوشته جلال‌الدین سیوطی یکی از اولین کتابهای نوشته شده در این‌باره است.

### دانشمندان شیعه
دانشمندان شیعه، در علوم قرآنی تلاشهای بسیاری کردند. ابوالاسود دوئلی، نخستین کسی است که قرآن را نقطه گذاری کرد. ابان بن تغلب (م 141 ق)، نخستین کسی است که در موضوع قرائت، کتابی تالیف کرد. اولین کسی که درباره مجاز قرآن کتاب نوشت، فراء ( م 207 ق) بود. چهار تن از قراء سبعه، از شیعیان هستند که عبارتند از: ابوعمرو بن علاء، عاصم بن کوفی، علی بن حمزه کسائی و حمزه بن زیات کوفی.

## آثار برجسته نوشته شده دربارهٔ علوم قرآنی
- الاتقان فی علوم القرآن نوشته جلال‌الدین سیوطی قرن نهم و دهم قمری (م-۹۱۱)
- التمهید فی علوم القرآن نوشته محمد هادی معرفت قرن پانزدهم قمری

## دانشهای مورد گفتگو در علوم قرآنی
این علوم عبارت‌اند از:
- تاریخ قرآن
- دانش تفسیر
- علم قرائت و تجوید و ترتیل
- علم نگارش، یعنی شناخت چگونگی رسم‌الخط و املای قدیمی و ثابت قرآن.
- علم اعجاز قرآن
- علم اسباب نزول
- علم ناسخ و منسوخ
- علم محکم و متشابه
- علم مکی و مدنی
- علم اعراب
- علم غریب القرآن و مفردات قرآن و وجوه و نظایر (واژگان‌شناسی قرآن)
- علم قصص
- فقه قرآن یا احکام قرآن
- دانش بلاغت
- دانش تجوید
- دانش قرائت قرآن
- دانش شأن نزول آیات قرآن
- دانش هرمنوتیک (در قرآن)

## مقصود از علوم قرآنی چیست؟
اصحاب پیامبر اسلام (ص) از همان روزهای نخستین نزول قرآن در فهم و تحقیق این کتاب بزرگ علاقه و جدیت عجیبی از خودشان نشان دادند و مطالب علمی ارزنده‌ای را از پیامبر و از سرچشمه فیاض قرآن آموختند که برای محققان و دانشمندان تحقیقات مهمی را فراهم ساختند که بعدا <علوم قرآنی> نام گرفت.
<علوم قرآنی> اصطلاحی است درباره مسایلی که مرتبط با شناخت قرآن و شئون مختلف آن می‌باشد.
به دیگر سخن؛ مقصود از <علوم قرآنی> دانش‌هایی است که دانستن آنها برای فهم قرآن مجید ئ بیان معنا و تفسیر آن لازم است.
از مهم ترین مباحث این علوم عبارت است از: علم تفسیر، علم اعراب و قرائت، تاویل و تنزیل، شان نزول آیات، محکم و متشابه، ناسخ و منسوخ، آیات مکی و مدنی، وحی و اعجاز قرآن
فرق این رشته با <معارف قرآنی> آن است که <علوم قرآنی> بحثی بیرونی است و به درون و محتوای قرآن  از جنبه تفسیری کاری اما <معارف قرآنی> ذ کاملا با مطالب درونی قرآن و محتوای آن سروکار داشته، و یک نوع تفسیر موضوعی بشمار میرود.